# استیون کریچلو
استیون کریچلو (انگلیسی: Stephen Critchlow؛ زادهٔ ۱۶ نوامبر ۱۹۶۶) بازیگر اهل بریتانیا بود. او پس از بهبودی از سکته مغزی در ژانویه ۲۰۲۰، در ژانویه ۲۰۲۱ به سرطان مبتلا شد و در بیمارستان گایز لندن تحت درمان پزشکی قرار گرفت. او در سال ۲۰۲۱ به کار خود در زمینه تولیدات صوتی ادامه داد و در سپتامبر ۲۰۲۱ در سن ۵۴ سالگی درگذشت.
از فیلم‌ها یا مجموعه‌های تلویزیونی که وی در آن‌ها نقش داشته است، می‌توان به دکتر هو، تورچ وود، اسکینز و دانتون ابی اشاره نمود.